# Lola Wajnblum
Lola Wajnblum (22 januari 1996) is een Belgisch voetbalspeelster. Ze speelt als aanvaller voor Standard Luik in de Super League.

## Clubcarrière
Wajnblum begon haar profcarrière bij Standard Luik, waarmee ze uitkwam in de BeNe League. Ook met haar volgende club RSC Anderlecht kwam ze uit in deze competitie. Met Standard Luik nam ze deel aan de kwalificatiereeks van het seizoen 2017/18 van de Champions League. Door een 0-3 nederlaag tegen Ajax misten ze de knockout-ronde en was haar ploeg uitgeschakeld. In juli 2022 keerde Wajnblum, na een kortstondige periode bij Oud-Heverlee Leuven, terug naar RSC Anderlecht. Met deze club nam ze deel aan de kwalificatiereeks van de Champions League in het seizoen 2022/23, waar ze na penalty's werd uitgeschakeld tegen KPS. In 2023 verlengde ze haar contract bij de club uit Brussel. Met RSC Anderlecht werd ze kampioen in het seizoen 2024/25, ondanks dat Wajnblum veel wedstrijden moest missen door blessureleed. In 2024 maakte Wajnblum opnieuw de transfer van RSC Anderlecht naar Standard Luik.

## Statistieken
| Seizoen | Club           | Land   | Competitie  | Wedstrijden | Doelpunten |
| ------- | -------------- | ------ | ----------- | ----------- | ---------- |
| 2012/13 | Standard Luik  | België | BeNe League | 19          | 4          |
| 2013/14 | RSC Anderlecht | België | BeNe League | 20          | 1          |
| 2014/15 | RSC Anderlecht | België | BeNe League | 22          | 2          |
| Totaal  | Totaal         | Totaal | Totaal      | 61          | 7          |

Laatste update: 25 november 2024

## Interlandcarrière
Wajnblum werd in 2019 voor het eerst opgeroepen voor de Belgische nationale ploeg voor de kwalificatiereeks voor het WK 2019 in Frankrijk.